# Региональные выборы в Эмилии-Романье (1975)
Региональные выборы  состоялись в Эмилии-Романье 8 и 9 июня 1975 года. Выборы выиграла Итальянская коммунистическая партия, набравшая почти в два раза больше голосов, чем занявшая второе место Христианско-демократическая партия. Действующий президент региона Гвидо Фанти (ИКП) сохранил свой пост и сформировал правительство при участии Итальянской социалистической партии.

## Результаты выборов
|                                                                     |                                                     |           |      |       |
| Партия                                                              | Партия                                              | Голоса    | %    | Места |
|                                                                     | Итальянская коммунистическая партия                 | 1 363 477 | 48,3 | 26    |
|                                                                     | Христианско-демократическая партия                  | 713 036   | 25,3 | 13    |
|                                                                     | Итальянская социалистическая партия                 | 288 928   | 10,2 | 4     |
|                                                                     | Итальянская демократическая социалистическая партия | 146 492   | 5,2  | 2     |
|                                                                     | Итальянская республиканская партия                  | 109 941   | 3,9  | 2     |
|                                                                     | Итальянское социальное движение                     | 103 810   | 3,7  | 1     |
|                                                                     | Итальянская либеральная партия                      | 52 187    | 1,9  | 1     |
|                                                                     | Партия пролетарского единства за коммунизм          | 45 651    | 1,6  | 1     |
| Всего                                                               | Всего                                               | 2 823 522 | 100  | 50    |
| Источник: Ministero degli Interni, Archivio Storico delle Elezioni. |                                                     |           |      |       |

## После выборов
В 1976 году Гвидо Фанти ушел с поста президента региона, его сменил Серджио Кавина, которого в 1978 году сменил Ланфранко Турчи.